# Uforia Audio Network
Uforia Audio Network (anteriormente Univision Radio) es una empresa estadounidense, división de radio y eventos musicales de TelevisaUnivision. Es la octava radiodifusora más grande de Estados Unidos, y la más grande para el mercado latino de ese país. Posee 69 emisoras de radio en 17 de los principales mercados hispanos del país y también en Puerto Rico.
Univisión Radio cubre aproximadamente el 73 % de la población hispana de Estados Unidos y semanalmente cuenta con más de diez millones de oyentes.

## Historia
Univision, anteriormente conocida como Hispanic Broadcasting Corporation, fue el resultado de la fusión de Tichenor Media System, Inc., una empresa privada con sede en Dallas, Texas y Heftel Broadcasting, una empresa pública con sede en Las Vegas, Nevada. Ambas empresas se fusionaron el 14 de febrero de 1997.
En 1999, la empresa creó una nueva entidad, HBCI, Inc, para su presencia en línea. HBCi creó una red de sitios web de estaciones de radio bilingües y una red de sitios bilingües de guías locales de la ciudad enfocados en el consumidor hispano local, en cada uno de los mercados que operaban las estaciones de radio. HBCI logró el raro hito de alcanzar la rentabilidad en la industria de las puntocom justo antes de la fusión con Univision.
La empresa cotizaba en la bolsa NASDAQ con el símbolo HBCCA. Se trasladó a la Bolsa de Valores de Nueva York en mayo de 2000. Las acciones cotizan como HSP.
A mediados de 2002, Univision y HBC votaron por fusionarse. El proceso de aprobación fue largo y controvertido. El trato fue aprobado y cerrado el 22 de septiembre de 2003.  Después de la fusión de HBC y Univision, la división pasó a llamarse Univision Radio y Denver Colorado. De esta forma, se crea un gigante de teleradiodifusión en español, en la que HBC pasó a denominarse Univision Radio.
En 2013, Univision lanzó Uforia, una nueva plataforma de transmisión con las estaciones de Univision Radio y otro contenido exclusivo relacionado con la música latina.
El 5 de marzo de 2019, Univision anunció que relanzaría la marca Uforia (con el nuevo lema «El hogar de la música latina»), y que el grupo Univision Radio había sido rebautizado oficialmente como Uforia Audio Network.
Algunos de los programas sindicados en Uforia Audio Network incluyen El Show De Raul Brindis», «El Bueno, La Mala y El Feo» («El bueno, el malo y el feo»), «El Show de Omar y Argelia», «Espectáculo El Frey Guey», «La Chula Y La Bestia», «El Hit Parade de América con Javier Romero», «Todo Deportes con Broderick Zerpa» e «Intimo con Alberto Sardiñas».
Univisión Radio, como su predecesora HBC, también posee una red de sitios web bilingües bajo la denominación de Netmio, dirigida a la comunidad hispana.

## Programación
La programación de Univisión Radio es variada, pero la música es su principal sección. 
Por género musical hay las siguientes emisoras:
- Pop y baladas románticas. En estas emisoras se incluye la música Tropical del Caribe con géneros como la Salsa, el Merengue, la Cumbia, y dentro de la música Pop figuran los Hits Populares Internacionales y los 40 Top Hits: Qué onda, Amor, Maxima, Tu Música, KQ105
- Éxitos de siempre: Recuerdo
- Rítmico: Latino Mix
- Regionales, básicamente con estilos de música mexicana como Banda, Ranchera, Mariachi y Norteña, además de Tejana. Estas emisoras son: La Jefa, La qué buena, La Picuda, Estéreo latino, La nueva, KGBT, Zona MX, Tejano, y 101.9 Zona MX Los Angeles.
- Noticias y deportes: La tremenda, 1020 Radio, WQBA, Radio Mambi, WADO, WKAQ, KLOK.

## Locutores
Dentro de las personalidades de Univision Radio se encuentran: Raul Molinar «El Bueno« «El Pelon», Carla Medrano «La Mala», Andres Maldonado «El Feo» en Dallas, Silvia del Valle «La Bronca» en Los Ángeles, Javier Romero y Osvaldo Vega en Miami, Raúl Brindis en Houston, El Pistolero en Chicago, Broderick Zerpa en Miami y «La Socia» en El Paso, entre muchos otros.
| Ciudad         | Emisoras de radio |
| -------------- | --- |
| Los Ángeles    | La Que Buena 100.7 - 103.1 FM La Nueva 101.9 FM Recuerdo 103.9 - 98.3 FM Amor 107.5 FM La Mera Mera 980 AM KTNQ Radio Hablado 1020 AM TUDN Radio 1330 - 1220 AM |
| Nueva York     | X96.3 FM TUDN Radio 1280 AM |
| Miami          | AMOR 107.5 FM Mix 98.3 FM Radio Mambi 710 AM TUDN Radio 1140 AM                                                                                                 |
| Chicago        | La Qué Buena 105.1 FM Amor 106.7 FM Latino Mix 93.5 FM TUDN Radio 1200 AM                                                                                       |
| Houston        | Que Buena 102.9 FM Amor 106.5 FM TUDN Radio 1010 AM - 93.3 FM Latino Mix 104.9 FM Tejano 102.9 FM-HD2                                                           |
| San Francisco  | Que Buena 98.9 - 99.1 FM Latino Mix 100.7 - 105.7 FM Amor 100.3 FM                                                                                              |
| Dallas         | La Qué Buena 94.1 FM Latino Mix 107.9 - 107.1 FM |
| San Antonio    | Que Buena 92.9 FM Amor 95.1 FM The Beat 98.5 FM Vibe 107.5 FM TUDN Radio 1350 AM                                                                                |
| Phoenix        | Que Buena 105.9 FM Latino Mix 100.3 FM TUDN Radio 105.1 FM Amor 106.3 FM                                                                                        |
| San Diego      | Amor 102.9 FM La Que Buena 106.5 FM TUDN Radio 1420 AM |
| Fresno-Visalia | Zona MX 107.9 FM Amor 92.1 FM La Jefa 107.5 FM TUDN Radio 1600 AM                                                                                               |
| Las Vegas      | Latino Mix 99.3 FM Zona MX 103.5 FM TUDN Radio 870 AM |
| Mcallen        | KGBT 98.5 FM TUDN Radio 1530 AM Recuerdo 96.1 FM |
| Austin         | Que Buena 104.3 Amor 107.7 FM |
| Puerto Rico    | KQ105 104.7 - 99.1 FM WKAQ 580 AM |